# Johannes Schmidl
Johannes Schmidl (* 1963 in Lienz, Osttirol) ist ein österreichischer Energieexperte, Physiker und freier Autor.

## Leben
Johannes Schmidl wuchs in Heiligenblut am Großglockner im oberen Mölltal auf und studierte Technische Physik und Philosophie in Graz und anschließend Technischen Umweltschutz in Wien.
Von 1993 bis 1995 war er (mit Unterbrechungen) für die Österreichische Entwicklungszusammenarbeit mit Nepal tätig, wo er ein Energieprogramm für den Makalu-Barun-Nationalpark plante und implementierte.
Im Jahr 2000 gewann er den Ö1-Essaypreis. 2001 war er für Eco Himal Italia in Tibet.
Von 2001 bis 2015 war Schmidl bei der Österreichischen Energieagentur angestellt, seit 2015 arbeitet er bei Save Energy Austria; seit 2018 ist er zusätzlich für proPellets Austria tätig.
Schmidl schrieb insgesamt vier Bücher. Magnus Klaue rezensierte Schmidls Buch Energie und Utopie im September 2014 in der Frankfurter Allgemeinen Zeitung.
Schmidl veröffentlichte zahlreiche Artikel in der Wochenzeitschrift Die Furche sowie einen Artikel im Standard. Weiters war er bei den Formaten Von Tag zu Tag sowie Im Gespräch des österreichischen Radiosenders Ö1 zu Gast. Schmidl war zudem Co-Autor eines der sieben Kurzstücke, die im Rahmen der Produktion „7 Todsünden“ in den Jahren 2023 und 2024 bei den Tiroler Volksschauspielen in Telfs aufgeführt wurden.

## Publikationen
- Die Kalte Fusion. Roman, Seifert-Verlag Wien, 2009. ISBN 978-3-902406-56-9
- Energie und Utopie. Die Rettung der Welt ist auch keine Lösung. Essay, Sonderzahl-Verlag Wien, 2021. ISBN 978-3-85449-583-3 (Originalausgabe: März 2014, ISBN 978-3-85449-412-6)
- Bauplan für eine Insel – 500 Jahre Utopia. Essay, Sonderzahl-Verlag Wien, 2016. ISBN 978-3-85449-455-3
- Über die Würde der Gletscher. Essay, Sonderzahl-Verlag Wien, 2024. ISBN 978-3-85449-665-6